# Linea 4 (metropolitana di Parigi)
La linea 4 della metropolitana di Parigi, contraddistinta dal colore magenta, è la seconda più frequentata della rete parigina. La linea attraversa la città da Porte de Clignancourt (a nord) verso Bagneux (a sud) ed è completamente sotterranea.
Operava con treni su gomma tipo MP 59, poi sostituiti con mezzi MP 89 provenienti dalla linea 1. L'affollamento eccezionale della linea 4 deriva dal fatto che essa passa per tre delle sei principali stazioni ferroviarie della città (Gare Montparnasse, Gare du Nord e Gare de l'Est), come anche per due stazioni con interscambi multipli con la rete RER (Les Halles e Saint-Michel); inoltre è l'unica linea della rete ad avere interscambi con tutte le altre linee (eccetto le minuscole 3 bis e 7 bis).

## Cronologia

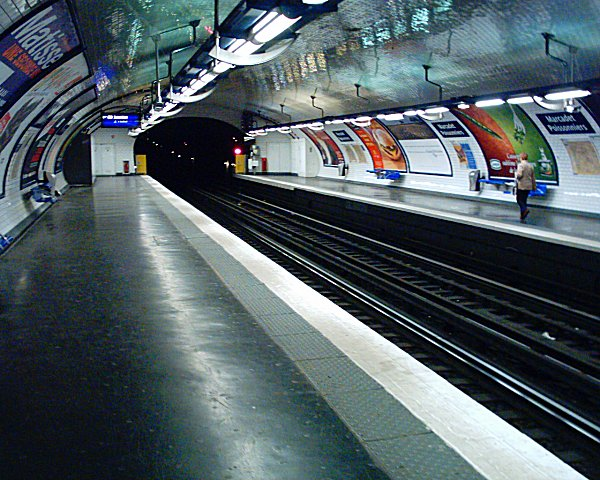
Stazione Marcadet Poisonniers

- 21 aprile 1908: inaugurazione della prima tratta della linea a nord della Senna, tra Porte de Clignancourt e Châtelet.
- 30 ottobre 1909: apertura della seconda sezione della linea a sud della Senna, tra Porte d'Orléans e Raspail.
- 9 gennaio 1910: collegamento tra le due sezioni con un nuovo tunnel tra Châtelet e Raspail. La linea 4 è la prima ad attraversare la Senna sottoterra.
- 1967: i binari sono convertiti per farvi scorrere i treni su gomma.
- 3 ottobre 1977: la stazione Les Halles viene ricostruita per permettere l'interscambio con la rete RER.
- 23 marzo 2013: attivato il nuovo capolinea Mairie de Montrouge, che sostituisce Porte d'Orléans.
- 13 gennaio 2022: attivato il nuovo capolinea Bagneux - Lucie Aubrac, che sostituisce Mairie de Montrouge.

## Evoluzione

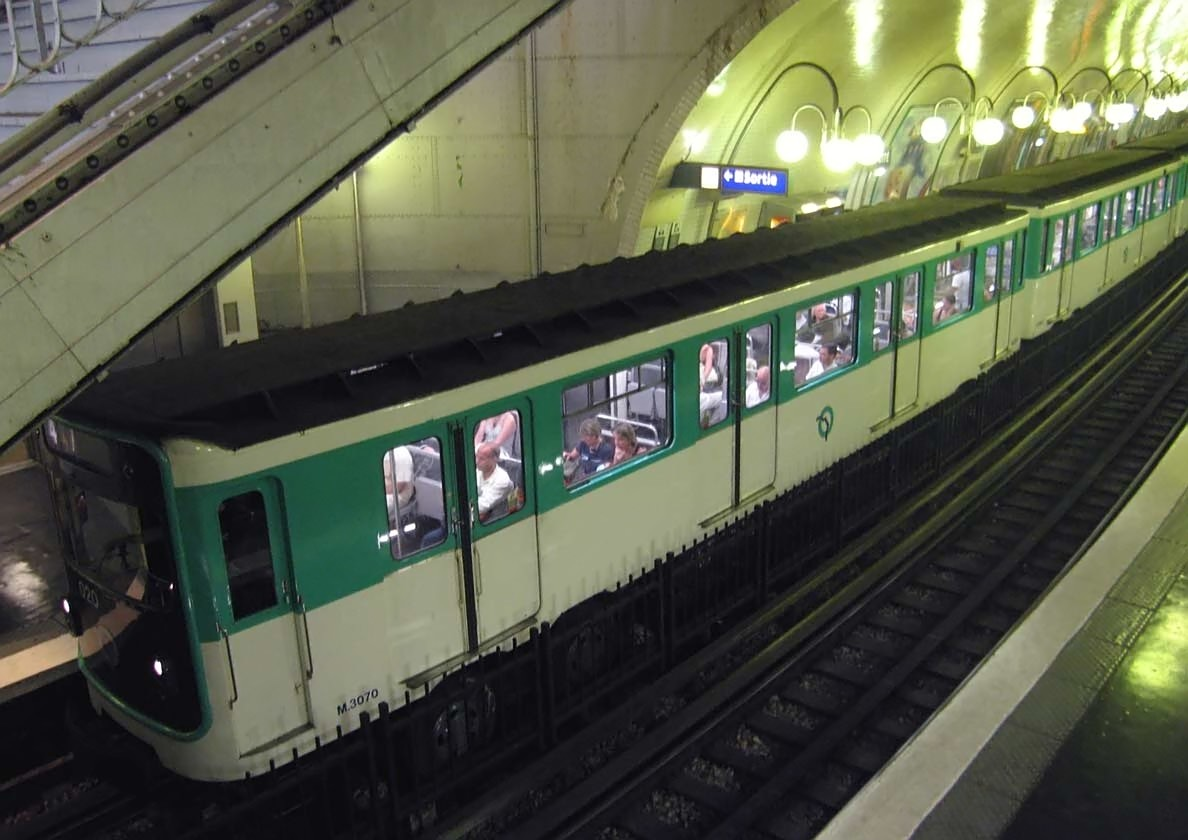
MP 59 alla stazione Cité

Una volta completata la sostituzione degli MP 89 della linea 1 con gli MP 05, completamente automatici, il materiale rotabile MP 89 CC della linea 1 è stato trasferito sulla linea 4 per sostituire i vetusti modelli MP 59.
È anche in corso d'opera l'estensione verso nord fino a Mairie de Saint-Ouen (con interscambio con il ramo Saint-Denis della linea 13).
Dal 2023 la linea è completamente automatizzata.

## Stazioni che hanno cambiato nome
- 15 novembre 1913: Vaugirard diventa Saint-Placide.
- 5 maggio 1931: Boulevard Saint-Denis diventa Strasbourg - Saint-Denis.
- 25 agosto 1931: Marcadet (sulla linea 4) e Poissoniers (sulla 12) sono unite e la stazione risultante è chiamata Marcadet - Poissonniers.
- 6 ottobre 1942: Montparnasse (sulle linee 4 e 12) e Bienvenüe (linee 6 e 13) sono unite e la stazione risultante viene chiamata Montparnasse - Bienvenüe.

## Turismo
La linea 4 passa presso diversi luoghi di interesse:
- Barbès e Goutte d'Or, con le loro influenze asiatiche e africane
- Gare du Nord e Gare de l'Est, stazioni ferroviarie del XIX secolo
- Île de la Cité con la cattedrale di Notre Dame de Paris.
- Saint-Michel e il Quartiere latino.
- quartiere Saint-Germain des Prés con le sue chiese e i famosi café.
- Rue de Rennes, via commerciale.
- Giardini del Lussemburgo.
- Montparnasse, i suoi famosi café e la Tour Montparnasse.